# Katrin Brugger
Katrin Brugger (* 26. März 1974 in Kitzbühel) ist eine österreichische Politikerin der ÖVP und Abgeordnete zum Tiroler Landtag. 

## Leben

### Ausbildung und Beruf
Katrin Brugger besuchte nach der Volksschule in Niederau die Skihauptschule Neustift und dann die Skihandelsschule in Waidhofen an der Ybbs. Im Jahr 1996 machte sie die Ausbildung zum staatlichen Skilehrer und 2001 zum staatlichen Skitrainer. Sie arbeitete als Skilehrerin und als Verkäuferin, seit 2003 ist sie selbständige Sportartikelhändlerin in der Wildschönau.

### Politik und Mitgliedschaften
Katrin Brugger ist Mitglied der Wirtschaftskammer Tirol und Aufsichtsratsmitglied des Tourismusverbands Wildschönau. Am 1. Juli 2023 wurde sie Abgeordnete zum Landtag von Tirol und übernahm im September 2023 die Funktion der Tourismussprecherin. Sie rückte in der XVIII. Gesetzgebungsperiode für Johannes Tratter nach, der sein Mandat zurücklegte.